# Eurovíziós Dalfesztivál: A Fire Saga története
Az Eurovíziós Dalfesztivál: A Fire Saga története (eredeti cím: Eurovision Song Contest: The Story of Fire Saga) 2020-ban bemutatott amerikai zenés filmvígjáték, melyet Andrew Steele és Will Ferrell forgatókönyvéből David Dobkin rendezett. A film végigköveti Lars Erickssong és Sigrit Ericksdóttir (Will Ferrell és Rachel McAdams) izlandi énekpáros életét, akiknek lehetősége nyílik arra, hogy országuk képviseletében elinduljanak az Eurovíziós Dalfesztiválon. További fontosabb szerepekben Pierce Brosnan, Dan Stevens és Demi Lovato látható.
A film eredetileg 2020 májusában jelent volna meg, és egybeesett volna a 2020-as Eurovíziós Dalfesztivállal. Azonban a COVID-19 koronavírus-járvány miatt elmaradt, és a valós versenyt is eltörölték. A filmet végül 2020. június 26-án mutatta be a Netflix.

## Cselekmény
Egy Húsavík (Izland) nevű kisvárosban Lars Erickssong (Will Ferrell) és legjobb barátja, Sigrit (Rachel McAdams) duóban énekelnek, mint Fire Saga együttes. Larsnak egyetlen álma van: megnyerni az Eurovíziós Dalfesztivált. Jelentkeznek, majd kiválasztásra kerülnek, és részt vesznek a 2020-as Söngvakeppnin-en, az izlandi Dalfesztivál előválogatáson. Sigrit, aki hisz a manók régi izlandi hagyományában, arra kéri őket, hogy segítsenek nekik a versenyben,  és hogy ha megnyerik, Lars talán végre visszatér az érzéseihez.
Az előadásuk katasztrofálisan sikerül, és a hihetetlenül tehetséges Katiana Lindsdóttir nyeri az előválogatást. Elutasítva, Lars és Sigrit a többi versenyzőt nézi a hajópartin. A hajó hirtelen felrobban, és megöl mindenkit a fedélzeten. A Fire Saga, mint egyetlen túlélő versenyző, automatikusan Izland kerül be a 2020-as Eurovíziós Dalfesztiválra.
Lars és Sigrit megérkezik Edinburghba (Skócia), és dolgoznak a daluk új remixes változatával, valamint a kifinomult színpadi alakítással. Találkoznak egy orosz énekessel, Alekszandr Lemtovval (Dan Stevens), aki sokak kedvence és megnyerheti a versenyt is. A férfi meghívja őket egyik luxus házában rendezett partijára, amelyen számos valódi volt Eurovíziós versenyző is jelen van, majd Larst és Sigritet bemutatja egy Mita nevű görög énekesnőnek. Ez feszültséget okoz a Fire Saga-nak, ami majdnem felcseréli az elődöntő terveit. Lars hallja, hogy Sigrit egy új dalt dolgoz ki a szállodai szobájában, de tévesen feltételezi, hogy az egy Alekszandrnak szánt szerelmi dal. Katiana szelleme megjelenik Larsnak, és figyelmezteti őt, hogy életét veszély fenyegeti; figyelmen kívül hagyja.
A Fire Saga tagjai kibékülnek az elődöntők előtt. A "Double Trouble" dal előadása kezdetben nagyon jól megy, ám egy óriási hörcsögkerékkel járó balesettel megsiklanak. A színpadról leesve felkelnek és befejezik a dalt, viszont néma csend és szétszórt nevetés közepette találják magukat. Sigritet otthagyva, Lars elrohan. Mindenek ellenére Izland bekerül az döntőbe.
Visszatérve Húsavíkba, Lars nem tud a Fire Saga döntőbe jutásáról. Beszél az apjával (Pierce Brosnan) és bevallja Sigrit iránt érzett szeretetét, Erick azt mondja neki, hogy térjen vissza és küzdjön a szerelméért. Visszatérve Reykjavíkba, Victor Karlosson (az Izlandi Központi Bank elnöke és az izlandi szervezeti csapat egyik tagja) megpróbálja meggyilkolni Lars-ot, és kiderül, hogy ő robbantotta fel a Söngvakeppnin hajót, mivel Izland csődbe ment és nem engedheti meg magának, hogy a következő évben rendezze az Eurovíziót, ha a Fire Saga nyer. Szerencsére a láthatatlan Álfok megmentik Lars-ot Victor meggyilkolásával.
Lars éppen időben visszajut Edinburghbe a döntőre, miután lestoppolta néhány, kezdetben általa nem kedvelt amerikai turista bérelt autóját. Mielőtt a színpadra megy, Katiana szelleme újra megjelenik, és azt mondja neki, hogy Victor felrobbantotta a hajót. Lars tájékoztatja, hogy már tudja, és hogy Victor meghalt. A hivatalos dal helyett Sigrit és Lars előadják azt a dalt, amelyet Sigrit írt. Barátaikat és családtagjaikat mind megérintik, és felfedezik, hogy a dal egy óda szülővárosuknak részben izlandi dalszöveggel és lenyűgöző fináléval. Erick büszkén figyeli a versenyt Sigrit édesanyjával, Helkával. Alekszandr – aki meleg és nem képes nyíltan élni Oroszországban – megvitatja Mitával a Görögországba való költözés lehetőségét. Mivel a Fire Saga megváltoztatta dalát a verseny során, kizárják őket. Lars és Sigrit végül megcsókolja egymást.
Lars és Sigrit visszatér Izlandra, ahol hősként fogadják őket. Kis idő elteltével a Fire Saga fellép újszülött kisbabájukkal együtt Erick és Helka esküvőjén. A zenekar egy Eurovíziós dalt játszik, de mindenki csak a helyi kedvenc dalt, a "Jaja Ding Dong"-ot akarja hallani.

## Szereposztás
| Szerep              | Színész                     | Magyar hang        | Leírás                                                                                     |
| ------------------- | --------------------------- | ------------------ | ------------------------------------------------------------------------------------------ |
| Lars Erickssong     | Will Ferrell                | Kerekes József     | középkorú férfi, akinek minden vágya megnyerni az Eurovíziós Dalfesztivált.                |
| Sigrit Ericksdóttir | Rachel McAdams              | Ruttkay Laura      | Lars csapattársa és gyerekkori barátja, aki romantikus kapcsolatot akar vele kialakítani.  |
| Erick Erickssong    | Pierce Brosnan              | Kautzky Armand     | Lars elítélő, megözvegyült édesapja.                                                       |
| Alexander Lemtov    | Dan Stevens                 | Makranczi Zalán    | színpompás énekes, aki Oroszország színeiben indult a 2020-as Eurovíziós Dalfesztiválon.   |
| Mita Xenakis        | Melissanthi Mahut           | Bánfalvi Eszter    | egy másik versenyző, aki Görögország színeiben indult a 2020-as Eurovíziós Dalfesztiválon. |
| Katiana Lindsdóttir | Demi Lovato                 | Molnár Ilona       | a dalverseny győztese                                                                      |
| Victor Karlosson    | Mikael Persbrandt           | Rosta Sándor       | az Izlandi Központi Bank kormányzója, aki nem akarja, hogy Izland nyerje meg a versenyt    |
| Neils Brongus       | Ólafur Darri Ólafsson       | Schneider Zoltán   | a Ríkisútvarpið közszolgálati televízió elnöke                                             |
| Johnny John John    | Christopher Jeffers         | Szalay Csongor     | rapper versenyző, aki Svédország színeiben indult a 2020-as Eurovíziós Dalfesztiválon.     |
| Jon                 | Joi Johannsson              | Hannus Zoltán      | az izlandi Eurovíziós delegáció egyik tagja.                                               |
| Anna                | Alfrun Rose                 | Kokas Piroska      | az izlandi Eurovíziós delegáció másik tagja.                                               |
| Johans              | Jóhannes Haukur Jóhannesson | Király Adrián      | egy húsaviki rendőr.                                                                       |
| Arnar               | Björn Hlynur Haraldsson     | Kardos Róbert      | a rendőr, aki szerelmes Sigritbe.                                                          |
| Helka               | Elin Petersdóttir           | Antal Olga         | Sigrit édesanyja.                                                                          |
| Kevin Swain         | Jamie Demetriou             | Fesztbaum Béla     | Izland kreatív csapatának vezetője.                                                        |
| Nina                | Natasia Demetriou           | Bogdányi Titanilla | Izland kreatív csapatának vezetője.                                                        |
| Graham Norton       | Graham Norton               | Gyabronka József   | az Eurovízió kommentátora.                                                                 |

### Különleges megjelenések
Számos korábbi versenyző, aki az Eurovíziós Dalfesztiválonon indultak, cameoszerepben megjelennek a filmben:
- John Lundvik – 2019-es Eurovíziós Dalfesztivál svéd indulója
- Anna Odobescu – 2019-es Eurovíziós Dalfesztivál moldovai indulója
- Bilal Hassani – 2019-es Eurovíziós Dalfesztivál francia indulója
- Loreen  – 2012-es és később a 2023-as Eurovíziós Dalfesztivál svéd győztese
- Jessy Matador – 2010-es Eurovíziós Dalfesztivál francia indulója
- Alexander Rybak – 2009-es Eurovíziós Dalfesztivál norvég győztese és a 2018-as Eurovíziós Dalfesztivál indulója
- Jamala – 2016-os Eurovíziós Dalfesztivál ukrán győztese
- Elina Netsayeva  – 2018-as Eurovíziós Dalfesztivál észt indulója
- Conchita Wurst  – 2014-es Eurovíziós Dalfesztivál osztrák győztese
- Netta  – 2018-as Eurovíziós Dalfesztivál izraeli győztese.

Továbbá, Salvador Sobral (a 2017-es portugál győztes) utcai zongorásként jelenik meg a filmben, és Sigrit Ericksdóttir – akit Rachel McAdams alakít – énekhangját pedig a svéd Molly Sandén adta, aki részt vett a Junior Eurovíziós Dalfesztiválon és a svéd nemzeti döntőben, a Melodifestivalenen is.